# Новодворська Валерія Іллівна
Вале́рія Іллі́вна Новодво́рська (біл. Валерыя Ільінічна Навадворская; рос. Валерия Ильинична Новодворская; 17 травня 1950, Барановичі, Берейстейська область, Білоруська РСР, СРСР — 12 липня 2014, Москва, Російська Федерація) — російська політична діячка, мовознавиця, авторка книжок, публіцистка,  журналістка, дисидентка, правозахисниця, відеоблогерка, засновниця і голова партій «Демократичний Союз» (1988) та «Західний вибір» (2013). Колумністка журналу «The New Times». Спільно з Костянтином Боровим вела відеоблог. Авторка книг «Над прірвою в брехні», «Мій Карфаген має бути зруйнований» (курс лекцій, прочитаний кілька разів в РДГУ у Юрія Афанасьєва), «По той бік відчаю», «Прощання слов'янки», «Поети і царі». Публікувалась у видавництвах «Грани.ру», «Ехо Москви», The New Times. Нагороджена лицарських хрестом Ордена Великого князя Литовського Гедімінаса за захист інтересів Литви.
Вільно володіла англійською і французькою мовами. Читала німецькою, італійською, розуміла українську та білоруську мови.
Виступала проти політичного режиму В. В. Путіна. Підтримувала Україну під час Помаранчевої Революції та Євромайдану.

## Походження
Мати, Новодворська Ніна Федорівна (1928—2017) — лікарка з російської аристократичної сім'ї. Батько, Ілля Борухович Бурштин (1923—2016) — інженер єврейського походження. Обоє були членами Комуністичної партії Радянського Союзу. 3 листопада 2009 р. в інтерв'ю «The New Times» Новодворська спростувала інформацію про те, що буцімто вона відмовилася від свого батька й не носила його прізвища. Додала, що це її батько відмовився від неї, припустивши, що він залишив сім'ю і виїхав до Сполучених Штатів Америки по імміграційній картці, яку міг сфальсифікувати, змінивши своє справжнє прізвище.
Прадід Валерії Новодворської був революціонером, організував першу соціал-демократичну друкарню в Смоленську. Дід її народився в сибірському острозі, воював у 1-й Кінній армії Семена Будьонного. За твердженням В. Новодворської, її предок, Михайло Новодворський, був воєводою в Дерпті в XVI столітті. Після того, як він дізнався про те, що князь Андрій Курбський повів своє військо до Великого князівства Литовського так, щоб литвини могли його розбити, Михайло Новодворський хотів відмовити його від зради Московії, проте Курбський не став його слухати. Тоді Михайло викликав його на дуель, де й загинув. Ще один з предків, за словами В. Новодворської, був мальтійським лицарем і служив Короні Польщі. Приїжджав з посольством від короля Сигізмунда III у Московське царство під час Смутного часу просити корону для королевича Владислава IV.

## Біографія

### Ранні роки
Народилася 17 травня 1950 року в місті Барановичі, Білоруської РСР , в якому, за словами Новодворської, її батьки були на канікулах у її дідуся з бабусею .
Валерію Новодворську виховувала бабуся в індивідуалістичному дусі. Читати вона навчилася в 5-річному віці. У 9 років вона переїхала в Москву.
У 1968 закінчила середню школу зі срібною медаллю. Потім навчалася в Московському інституті іноземних мов імені Моріса Тореза (французьке відділення) за спеціальністю «перекладач і педагог». У 1969 році організувала підпільну студентську групу, в якій обговорювалася необхідність повалення комуністичного режиму шляхом збройного повстання  .

### Дисидентство

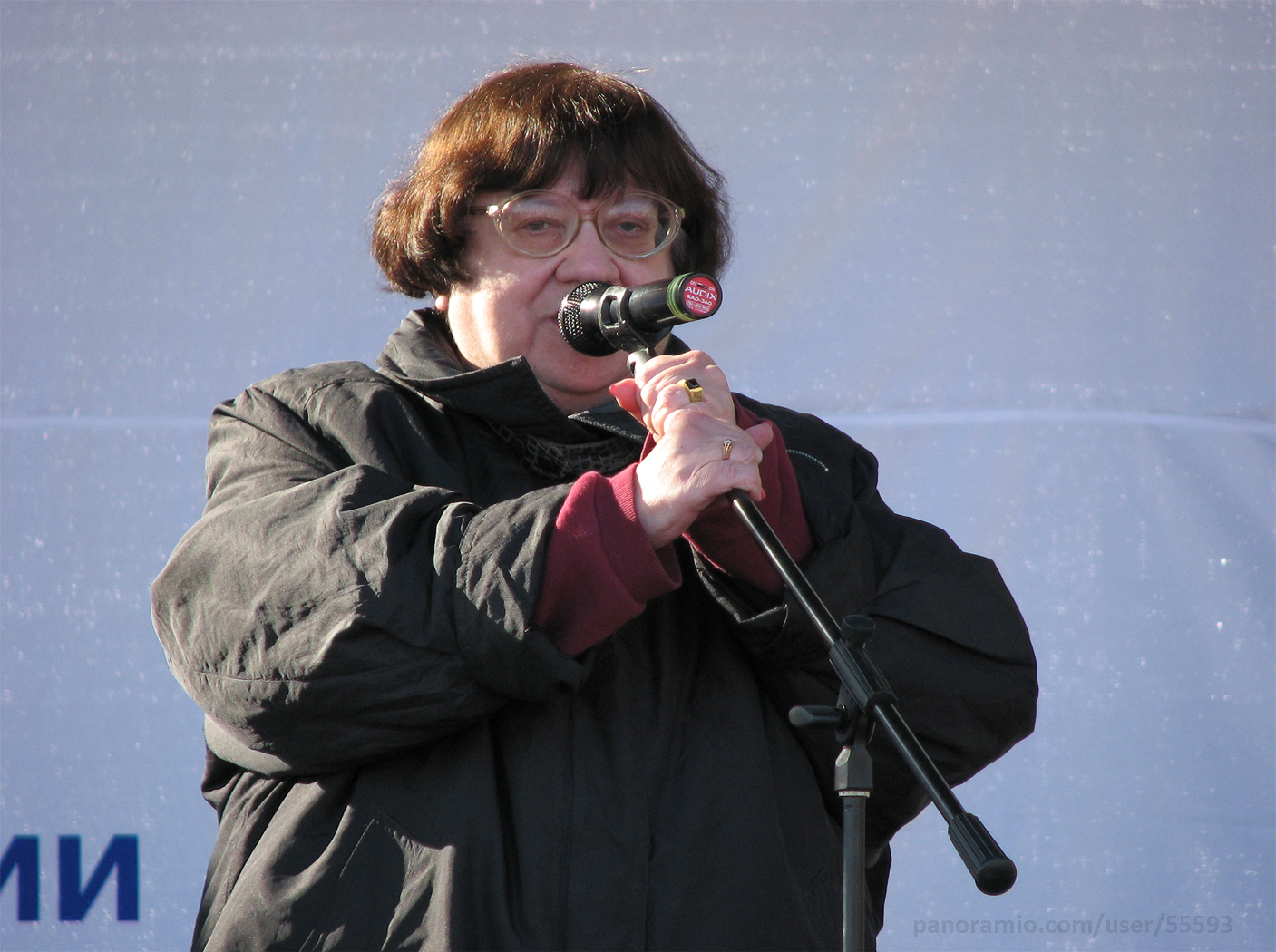
Валерія Новодворська виступає на мітингу. 2010

У підлітковому віці вона дізналася про існування ГУЛАГу, процесу Синявського і Даніеля і введення військ Варшавського договору до Чехословаччини, що розвинуло в ній неприйняття радянської влади .
5 грудня 1969 в Кремлівському палаці з'їздів Валерія Новодворська розповсюдила листівки з антирадянським віршем власного твору «Спасибі, партіє, тобі!» Відразу ж була арештована КДБ за звинуваченням у антирадянській агітації і пропаганді (ст. 70 КК РРФСР) за розповсюдження листівок із критикою введення військ в Чехословаччину. Її помістили в одиночну камеру Лефортовської в'язниці. Коли її там провідав глава діагностичного відділення Інституту судової медицини ім. Сербського, полковник КДБ Данило Лунц, вона заявила йому про те, що він «інквізитор, садист і колабораціоніст, який співпрацює з гестапо».
Влітку 1970 етапували в Казань. З червня 1970 по лютий 1972 перебувала на примусовому лікуванні в спеціальній психіатричній лікарні в Казані з діагнозом «уповільнена шизофренія, параноїдальний розвиток особистості».
Посивіла в 22 роки дисидентка вийшла на свободу в лютому 1972 і відразу зайнялася тиражуванням та розповсюдженням самвидаву.
З 1973 по 1975 працювала педагогом в дитячому санаторії.
З 1975 по 1990 — перекладачка медичної літератури 2-го Московського медичного інституту.
У 1977 закінчила вечірній факультет іноземних мов Московського обласного педагогічного інституту імені Крупської.
З 1977 до 1978 робила спроби створити підпільну політичну партію для боротьби з КПРС.
28 жовтня 1978 стала однією із засновниць «Вільного міжпрофесійного об'єднання трудящих» (СМОП). Піддавалася неодноразовим і систематичним переслідуванням влади: поміщалася в психіатричні лікарні (психіатрична лікарня № 15, Москва), систематично викликалася на допити у справах членів СМОП, у неї на квартирі проводилися обшуки.
У 1978, 1985, 1986 судили за дисидентську діяльність.
З 1984 по 1986 була близька до членів пацифістської групи «Довіра».
З 1987 по травень 1991 організовувала несанкціоновані владою антирадянські мітинги і демонстрації в Москві, за що затримувалася міліцією і піддавалася адміністративним арештам в цілому 17 разів.
8 травня 1988 стала однією з учасниць створення першої опозиційної партії в СРСР «Демократичний союз».
З 1988 регулярно виступала в нелегальній газеті московської організації ДС «Вільне слово», в 1990 однойменне видавництво газети випустило збірку її статей.
У вересні 1990 після публікації в партійній газеті «Вільне слово» статті під заголовком «Хайль, Горбачов!» і виступів на мітингах, де вона розривала портрети Михайла Горбачова, звинувачувалася в публічній образі честі і гідності президента СРСР та образі державного прапора.
У 1990 хрестилася . Належала до Української автокефальної православної церкви, виступаючи з різкою критикою РПЦ.

### Участь у політиці в 1990-х

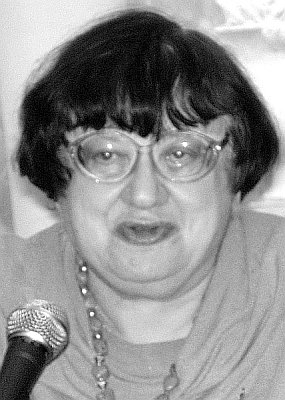
Валерія Новодворська

У травні 1991 року, січні й серпні 1995 проти Новодворської порушувалися кримінальні справи, припинені за відсутністю складу злочину.
Наприкінці 1992 Новодворська і частина членів ДС створили організацію «Демократичний союз Росії» (ДСР). У вересні 1993 року після видання антиконституційного указу президента Бориса Єльцина про розпуск З'їзду народних депутатів і Верховної Ради РФ була однією з перших, хто підтримав цей указ. Організовувала мітинги на підтримку президента . Після штурму будівлі Верховної Ради військами, вірними Єльцину, Новодворська пригощала на вулиці перехожих шампанським на честь перемоги Єльцина над З'їздом і парламентом .
У жовтні 1993 брала участь в установчому з'їзді блоку «Вибір Росії». Збиралася балотуватися в Іваново, але не змогла зібрати необхідну кількість підписів.
19 березня 1994 Краснопресненська прокуратура почала перевірку діяльності Валерії Новодворської за статтями 71 і 74 КК РФ (пропаганда громадянської війни і розпалювання міжнаціональної ворожнечі) через низку статей, опублікованих у газеті «Новий погляд». 27 січня 1995 року через них Генеральною прокуратурою РФ було порушено кримінальну справу. 8 серпня 1995 року прокуратурою Центрального округу Москви справа була припинена за відсутністю в її діях складу злочину.
У червні 1994 брала участь в установчому з'їзді партії «Демократичний вибір Росії».
14 серпня 1995 Московська міська прокуратура порушила чергову кримінальну справу проти Новодворської. Приводом послужила листівка, написана Новодворською до пікету ДСР 8 квітня. Справа була передана до Останкінської прокуратури, яка не знайшла в листівці складу злочину.
У грудні 1995 на виборах до Держдуми 2-го скликання Новодворська увійшла до виборчого списку Партії економічної свободи. Крім цього, Новодворська зареєструвалася в одномандатному окрузі № 192 Москви, але вибори програла і в Держдумі 2-го скликання (1995—1999) була помічником депутата Костянтина Борового.
11 березня 1996 Московська міська прокуратура скасувала рішення прокуратури Центрального округу Москви від 8 серпня 1995 року про припинення справи (№ 229120) щодо Новодворської. Справа була направлена для повторного розслідування в прокуратуру Північно-Східного округу Москви.
10 квітня 1996 пред'явлено звинувачення за статтею 74-й, частині 1-й (умисні дії, спрямовані на розпалювання національної ворожнечі). Перед виборами президента РФ підтримувала кандидатуру Григорія Явлінського. Після першого туру виборів, разом з «Демократичним союзом» Росії, запропонувала лідеру «Яблука» «негайно і без всяких умов віддати голоси своїх прихильників Борису Єльцину».
22 жовтня 1996 Московський міський суд відправив на дослідування справу № 229120 відносно Валерії Новодворської.

### Діяльність в 2000-х і в 2010-x
16 лютого 2008 за захист інтересів Литви нагороджена Лицарським хрестом Орденом Великого князя Литовського Гедимінаса .
Наприкінці серпня 2008 року на час відлучена від ефіру радіостанції «Ехо Москви» за слова   про Шаміля Басаєва, які головний редактор радіостанції Олексій Венедиктов порахував як виправдання тероризму . Коли трохи пізніше в своєму блозі Валерія Новодворська назвала Басаєва «нелюддю», проблема була вичерпана.
У березні 2010 підписала звернення російської опозиції «Путін повинен піти».
У 2013 спільно з Костянтином Боровим розпочала створення партії «Західний Вибір».

### Ставлення до подій в Україні у 2013—2014 роках

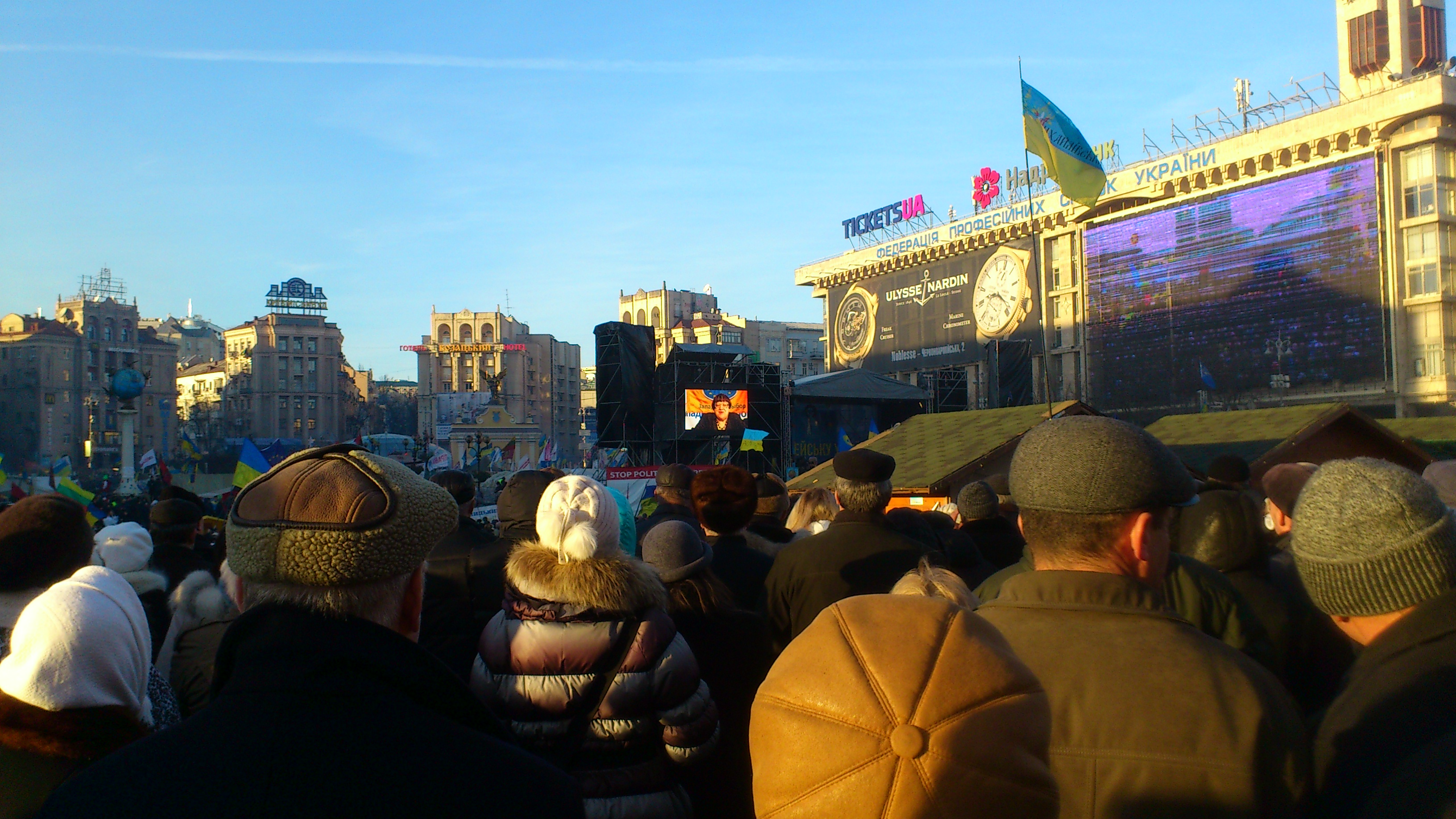
На Євромайдані транслюється відеозвернення Новодворської до українського народу

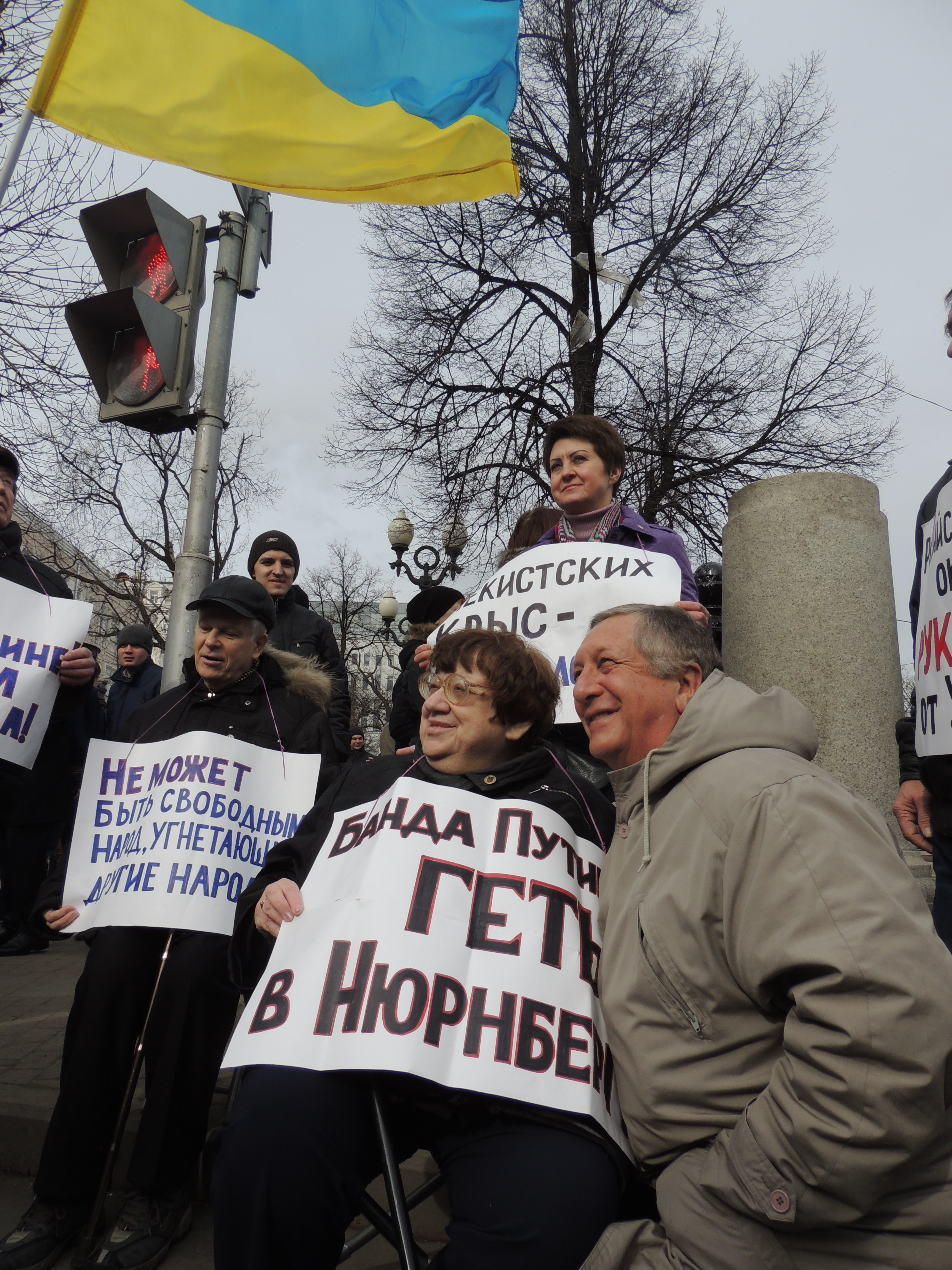
Валерія Новодворська та Костянтин Боровий на антивоєнному марші в Москві. 15 березня 2014 року, Страстной бульвар

Валерія Новодворська була одним з російських політиків, які привітали Помаранчеву революцію в Україні. 10 грудня 2004 р. Новодворська разом з іншими демократами Росії влаштувала «помаранчевий» пікет біля пам'ятника Пушкіну в Москві. Вони всі були з апельсинами в руках, в помаранчевому одязі і, відповідно, підтримували українську революцію. За словами Новодворської:

…Істерика Кремля — це ваша перемога. Україна відходить назавжди, і вони можуть лише їй солі на хвіст насипати.

У травні 2011 року Валерія Новодворська виступила з підтримкою дії ВО «Свобода» щодо львівських подій 9 травня 2011 р. Незважаючи на свій лібералізм, вона висловила сподівання, що українські націоналісти допоможуть Україні згадати свою історію та стати економічно сильною державою.
У грудні 2013 року Валерія Новодворська записала відеозвернення до українського народу, в якому висловлювала підтримку європейського вибору українців. Вона впевнена, що, чим швидше Україна звільнитися від впливу росіян, тим швидше Росія захоче «виплисти кудись». Відеозвернення транслювалося на Євромайдані 22 грудня 2013 року.
15 березня 2014 року взяла участь у «Марші миру» в Москві проти збройного втручання російської влади у внутрішні справи України. Новодворська вийшла з плакатом «Банда Путіна — геть в Нюрнберг». У березні 2014 року записала відеозвернення до активістів українського «Правого сектора», в якому закликала їх активніше впливати на новий український уряд, щоб протистояти Росії. На думку слідчого МВС РФ у відставці Павла Карпова, поширене в інтернеті звернення Новодворської до Дмитра Яроша є публічним закликом до здійснення екстремістської діяльності, розпалює ненависть і ворожнечу .
18 березня 2014 року в заяві ЦКШ «Демократичний Союз» Новодворська піддала різкій критиці Росію за її зовнішню політику по відношенню до України, сказавши, що «Демократичний Союз не визнає ні сам факт проведення референдуму під дулами російських гармат і автоматів, ні його сфальсифіковані результати. Кримські татари не брали участь у цьому референдумі. Але це не найбільша брехня, яку дозволив собі штандартенфюрер Росії, пан Путін. Він сміє заявляти про одностайну підтримку свого божевільного рішення про приєднання Криму. Так от, „Демократичний Союз“ не визнає цього аншлюсу, не визнає анексії Криму, вважає Крим українською територією і не бажає солідаризуватися з фашистською державою, яка йде, очолювана чекістами, сталінсько-гітлерівським шляхом. Росія оголосила Україні війну. У цій війні ми на стороні України». Також на думку Новодворської: «Крим для порядних людей закритий — раз Україна його позбулася, значить, і ми не будемо користуватися. А непорядні нехай з'їздять і відпочинуть без води, без світла і без їжі. Нехай Путін їм дає сухий пайок. Зрадники України кримчани, які вирішили прибарахлитися російською пенсією, нехай смажать її на керогазі, бо більше смажити скоро буде нічого».
У квітні 2014 року Новодворська заявила про Прийняття Військової присяги на Вірність Україні .
У червні 2014 року, на прохання прокоментувати загибель російських журналістів в Україні, Новодворська заявила наступне: «Їх ніхто не намагався навмисне вбити. Стріляли не по журналістах, стріляли по ворогах, по „Колорадо“. Вони стояли серед них і не кричали: „Не стріляйте, ми журналісти!“ <…> Той, хто веде репортажі з фронту, повинен бути готовий до подібного фіналу. Ніхто не танцює на їх могилі. <…> Ніхто не хотів їх убивати. Я не вдаватиму, що проливаю за них сльози. Це були дуже погані люди. Але це не означає, що їх треба було вбивати. Шкода, що загинули».

### Смерть
12 липня 2014 року була госпіталізована до реанімації відділення гнійної хірургії московської ДКЛ № 13, де, як повідомила низка ЗМІ, померла на 65-му році життя від флегмони лівої стопи, ускладненої сепсисом. Як розповіли близькі, травму на лівій нозі вона отримала ще півроку раніше та намагалася вилікувати її самостійно. За повідомленнями, смерть настала від інфекційно-токсичного шоку.
Співчуття рідним та близьким у зв'язку зі смертю Валерії Новодворської висловили Президент Російської Федерації Володимир Путін, Голова Уряду Російської Федерації Дмитро Медведєв, Президент України Петро Порошенко, колишній президент СРСР Михайло Горбачов, колишній президент Грузії Міхеіл Саакашвілі, ексміністр фінансів Російської Федерації Олексій Кудрін, а також Меджліс кримськотатарського народу.
16 липня тисячі людей прийшли попрощатися з Валерією Новодворською у Сахарівському центрі Москви. З надгробними промовами виступили Юрій Рижов, Борис Нємцов, Юлій Рибаков, Маріетта Чудакова, Зоя Свєтова, Євгенія Альбац, Олексій Венедиктов та інші. На прохання тих, хто зібрався, телеграму Володимира Путіна зачитувати не стали. Труну з тілом Валерії Новодворської проводжали скандуванням «Герої не вмирають», «Росія буде вільною». Потім відбулося відспівування в Ніколо-Архангельському крематорії, яке провели Гліб Якунін, Роман Южаков та Роман Зайцев із неканонічної Апостольської православної церкви, а також Яків Кротов із неканонічної Української автокефальної православної церкви (оновленої). Прах Валерії Новодворської похований на Донському цвинтарі (17-й колумбарій, 27-а секція). Того ж дня у Харкові на площі Поезії близько 40 осіб вшанували пам'ять Валерії Новодворської, також панахида відбулася у Києві.

## Оцінки
Багато хто називає Валерію Новодворську вічним опозиціонером. Борис Нємцов назвав Новодворську «людиною чистою і світлою, наївною і довірливою». Костянтин Боровий сказав про неї, що вона володіла пророчим даром, так як багато з того, що сталося, вона передбачила. Журналіст Я. Л. Боровий охарактеризував Валерію Іллівну як принципову і безкомпромісну. Володимир Рижков сприймав Новодворську як продовжувачку традицій Чаадаєва, В. Бєлінського і О. Герцена, які критикували російську дійсність. Ірина Хакамада назвала Валерію Новодворську великою жінкою, романтиком, тонкою і освіченою людиною з душею дитини. Микола Сванідзе охарактеризував Валерію Іллівну як безсрібника, людину, що мала мужність, хоробрість, ніжність і довірливість. Він казав, що вона була безкомпромісна в питаннях честі. Нателла Болтянська назвала її цікавою людиною.

## Особисте життя
Її мати, Новодворська Ніна Федорівна (1928—2017) — лікар-педіатр, завідувала поліклініками, потім працювала на керівній посаді в Московському департаменті охорони здоров'я. Її предки — стовпові дворяни, купці Усатіни. Валерія Іллівна жила в одній квартирі з матір'ю і котом Стасиком. Знімали дачу в Кратово.
Валерія Новодворська не вийшла заміж і не мала сім'ї, оскільки, за її словами, її «КДБ такої можливості позбавив ще в 1969 році. Людина, яка прирікає себе на боротьбу з КДБ, не може відповідати за дітей, не може поручитися за їхню долю. Він їх робить заручниками… Мати в одному таборі, батько в іншому. Що мала б робити в цій ситуації дитина? По-моєму, повна безвідповідальність».

#### Її віросповідання
Достеменно відомо, що пані Валерія Новодворська з 1990 року була практикуючою християнкою української православної «парафії Святої-Троїці» (УАПЦ (о)) в м. Москві. В останні роки була прихожанкою священика Української автокефальної православної церкви (оновленої) Якова Кротова.

#### Її захоплення
Спортивне плавання, літературна фантастика, театральне мистецтво, домашні коти.

## У культурі
- У 1998 році Новодворська і Костянтин Боровий знялися як камео у фільмі Анатолія Ейрамджяна «Примадонна Мері».[48]
- Дизайнерське судно петербурзького художника Тиграна Малхасяна носить ім'я «Валерія Новодворська»[49].

## Нагороди та вшанування
- Орден Великого князя Литовського Гедиміна (2008 р.)[50]
- на початку червня 2016 року в Луцьку з'явилася вулиця Валерії Новодворської (колишня Ванди Василевської).

### Книги
- Мій Карфаген повинен бути зруйнований [Архівовано 3 жовтня 2016 у Wayback Machine.]
- Валерія Новодворська. По ту сторону відчаю [Архівовано 19 жовтня 2016 у Wayback Machine.]
- Валерія Новодворська. Над прірвою в брехні [Архівовано 14 березня 2022 у Wayback Machine.]
  - Рецензія в газеті «Нові Вісті» Сповідь вільної людини [Архівовано 9 січня 2015 у Wayback Machine.]
- Валерія Новодворська. Прощання слов'янки (Захаров, 2009 р.) [Архівовано 30 червня 2018 у Wayback Machine.]
- Валерія Новодворська. Поети і царі (АСТ, АСТ Москва, Харвест, 2009 р.) [Архівовано 19 березня 2014 у Wayback Machine.]

### Про Валерію Новодворську
- Офіційна біографія Валерії Новодворської [Архівовано 14 грудня 2007 у Wayback Machine.]
- Детальна біографія [Архівовано 14 червня 2008 у Wayback Machine.]
- Біографія Новодворської на сайті sem40.ru
- «Бабуся російської революції» (Штрихи до портрета Валерії Новодворської) [Архівовано 31 жовтня 2021 у Wayback Machine.]
- Біографія Валерії Новодворської на сайті memo.ru [Архівовано 3 травня 2016 у Wayback Machine.]

### Інтерв'ю та статті Валерії Новодворської
- Валерія Новодворська відповідає на запитання [Архівовано 24 липня 2014 у Wayback Machine.]
- Валерія Новодворська на радіо «Ехо Москви» [Архівовано 2 березня 2022 у Wayback Machine.]
- Постійна колонка Валерії Новодворської в журналі The New Times
- Валерія Новодворська на сайті «Грані. Ру» [Архівовано 1 травня 2016 у Wayback Machine.]